# Force navale salvadorienne
La Force navale salvadorienne (en espagnol : Fuerza Naval Salvadoreña  ou Fuerza Naval de El Salvador - FNES) est la composante navale des Forces armées du Salvador.  Son commandement est exercé par le chef d'état-major général de la force navale.

## Historique
L'institution a été fondée en tant que marine nationale le 12 octobre 1951 et a commencé ses opérations avec 50 soldats, y compris des officiers et des marins, et avec des bateaux en bois. La fondation de la Force navale a commencé à partir de 1949 et a permis la professionnalisation des gens de mer au fil des années; En d'autres termes, l'enseignement et la formation navals n'étaient pas dispensés en permanence dans les écoles d'instruction et d'éducation, en raison du fait que les écoles d'enseignement naval ne fonctionnaient pas pendant des périodes continues et en raison de la situation que connaissait la branche navale. Ainsi, bon nombre des cours donnés au personnel ont été réalisés en les planifiant en fonction des besoins de la marine nationale et avec les propres moyens de la base navale. Au début de 1949,Les services du citoyen français Charles Sarrat sont obtenus comme conseiller naval pour le Salvador. Il appartenait à la marine française, qui allait devenir le premier directeur de l' École de la Marine.
Le 5 septembre 1949, le Conseil révolutionnaire du gouvernement publie le décret législatif No. 804, dans lequel il autorise la création de l'École de la Marine et automatiquement le Département de la Marine et de l'Aviation du Ministère de la Défense devient indépendant. En 1962, l'École de la Marine a cessé de fonctionner. 

### État actuel
La force navale salvadorienne est composée de :
- Quatre capitaineries portuaires.
- Une base navale.
- Un centre d'étude où sont formés des agents et des techniciens.

Avec près de 75 navires variés en service sur tout le territoire national continental et insulaire, elle se compose de près de 1.300 militaires, 1.000 en réserve et 1.500 autres pour la navigation civile sur tout le territoire national. 

### Mission
Par des patrouilles maritimes, elle veille à protéger les ressources maritimes, la souveraineté de l'État à la frontière du golfe de Fonseca et la surveillance et protection de la pêche.

## Flotte
| Navire                       | Origine    | Type                      | N° de coque                                                                               | En service | Note                              |
| ---------------------------- | ---------- | ------------------------- | ----------------------------------------------------------------------------------------- | ---------- | --------------------------------- |
| Bateau de patrouille côtière | États-Unis | Classe Camcraft           | PM-6 PM-7 PM-8                                                                            | 3          | Dans différents ports             |
| Patrouilleur                 | États-Unis | Classe Commercial Cruiser | PM-10 PM-11                                                                               | 2          | Dans les différentes baies        |
| Patrouilleur maritime        | États-Unis | Classe Point              | PM-12                                                                                     | 1          | Port de La Unión                  |
| Protector                    | États-Unis | Classe Protector          | PC-0301, PC-0302, PC-0303, PC-0304, PC-0305, PC-0306, PC-0307, PC-0308, PC-0309, PC-0310  | 10         |                                   |
| Bâtiment de débarquement     | États-Unis | Landing Ship Medium       | LCM-8, BD-02, BD-04, BD-05,                                                               | 4          |                                   |
|                              | États-Unis | Classe Piranha            | PF-01, PF-02, PF-03, PF-04, PF-05, PF-06                                                  | 6          |                                   |
| Bateau de service            | États-Unis | Service côtier            | PRM-01, PRM-02, PRM-03, PRM-04                                                            | 4          |                                   |
| Hydroglisseur                | États-Unis |                           | PFR-01, PFR-02, PFR-03, PFR-04, PFR-05, PFR-06, PFR-07                                    | 7          |                                   |
| Patrouilleur d'attaque       | États-Unis | Classe Interceptor Army   | PA-01, PA-02, PA-03, PA-04, PA-05, PA-06, PA-07, PA-08, PA-09, PA-10, PA-11, PA-12, PA-13 | 13         |                                   |
| Bateau de reconnaissance     | États-Unis |                           | LR-01, LR-02, LR-03, LR-04, LR-05, LR-06, LR-07, LR-08, LR-09, LR-10                      | 10         |                                   |
| Navire-école                 | États-Unis | Bateau d'entrainement     |                                                                                           | 4          |                                   |
| Hors-bord                    | Salvador   |                           | Sans immatriculation                                                                      | 20         | Pour mission des forces spéciales |

[réf. nécessaire]